# Linshui

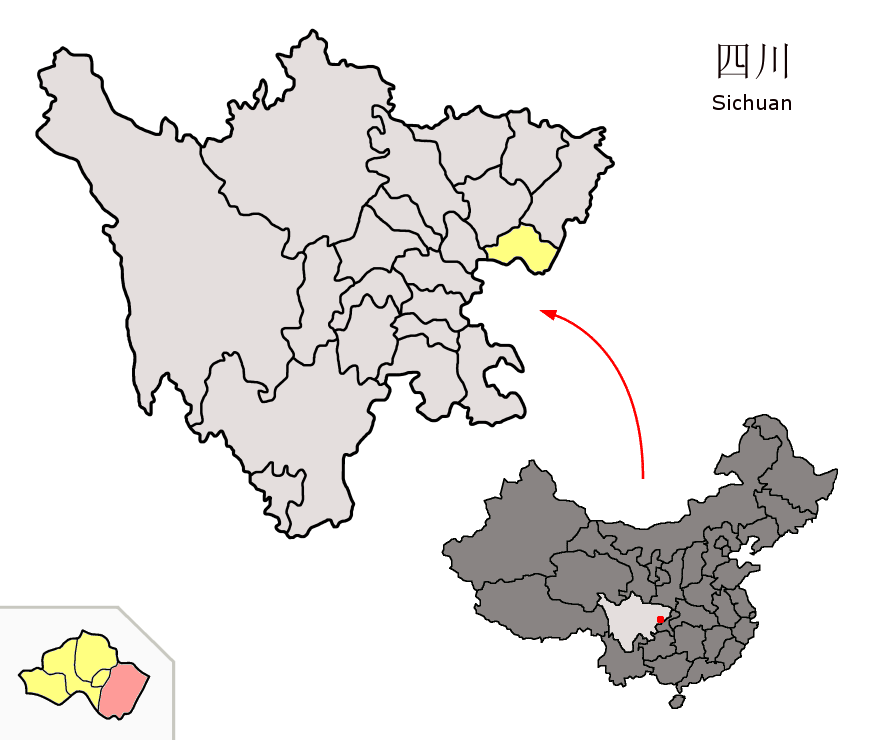
Lage von Linshui (rosa) in Guang’an (gelb).

Der Kreis Linshui (chinesisch 邻水县, Pinyin Línshuǐ Xiàn) ist ein Kreis der bezirksfreien Stadt Guang’an in der chinesischen Provinz Sichuan. Die Fläche beträgt 1.911 Quadratkilometer und die Einwohnerzahl 707.537 (Stand: Zensus 2020). 1999 zählte Linshui 895.083 Einwohner.